# 1966 NBA Draft
NBA Draft 1966

## Runda pierwsza
| Nr | Zawodnik             | Narodowość | Drużyna NBA            | College/Były klub |
| -- | -------------------- | ---------- | ---------------------- | ----------------- |
| 1  | Cazzie Russell (F/G) | USA        | New York Knicks        | Michigan          |
| 2  | Dave Bing (G)        | USA        | Detroit Pistons        | Syracuse          |
| 3  | Clyde Lee (F/C)      | USA        | San Francisco Warriors | Vanderbilt        |
| 4  | Lou Hudson (F)       | USA        | St. Louis Hawks        | Minnesota         |
| 5  | Jack Marin (F/G)     | USA        | Baltimore Bullets      | Duke              |
| 6  | Walt Wesley (C)      | USA        | Cincinnati Royals      | Kansas            |
| 7  | Jerry Chambers (F)   | USA        | Los Angeles Lakers     | Utah              |
| 8  | Jim Barnett (G/F)    | USA        | Boston Celtics         | Oregon            |
| 9  | Matt Guokas (G/F)    | USA        | Philadelphia 76ers     | St. Joseph’s      |
| 10 | Dave Schellhase (G)  | USA        | Chicago Bulls          | Purdue            |

## Runda druga
| Nr | Zawodnik            | Narodowość | Drużyna NBA            | College/Klub   |
| -- | ------------------- | ---------- | ---------------------- | -------------- |
| 11 | Henry Akin (C/F)    | USA        | New York Knicks        | Morehead State |
| 12 | Dorie Murrey        | USA        | Detroit Pistons        | Detroit        |
| 13 | Joe Ellis (F/G)     | USA        | San Francisco Warriors | San Francisco  |
| 14 | Dick Snyder (G/F)   | USA        | St. Louis Hawks        | Davidson       |
| 15 | Neil Johnson (F/C)  | USA        | Baltimore Bullets      | Creighton      |
| 16 | Jerry Lee Wills     | USA        | Cincinnati Royals      | Oklahoma City  |
| 17 | Hank Finkel (C)     | USA        | Los Angeles Lakers     | Dayton         |
| 18 | Leon Clark          | USA        | Boston Celtics         | Wyoming        |
| 19 | Bill Melchionni (G) | USA        | Philadelphia 76ers     | Villanova      |
| 20 | Erwin Mueller (C/F) | USA        | Chicago Bulls          | San Francisco  |